# Singes dans la forêt vierge
Ne doit pas être confondu avec Singes et perroquet dans la forêt vierge.
Singes dans la forêt vierge est un tableau réalisé par le peintre français Henri Rousseau en 1910. Partie des Jungles pour lesquelles l'artiste est particulièrement reconnu, cette huile sur toile naïve représente quatre singes au pelage roux dans une forêt tropicale dont les arbres sont chargés de fruits de couleur orange, desquels trois primates se tiennent prêts à se nourrir. Autrefois au Metropolitan Museum of Art de New York, l'œuvre a été vendue par celui-ci à l'entreprise japonaise Mitsui & Co. début 1972, pour environ 1,7 million de dollars. Elle est donc désormais conservée au sein d'une collection privée.